# Lộc Ninh, Tây Ninh
Lộc Ninh là một xã thuộc tỉnh Tây Ninh, Việt Nam.

## Địa lý
Xã Lộc Ninh nằm ở phía đông nam huyện Dương Minh Châu, có vị trí địa lý:
- Phía đông giáp xã Bến Củi
- Phía tây giáp xã Cầu Khởi
- Phía bắc giáp xã Phước Minh
- Phía nam giáp xã Truông Mít.

Xã Lộc Ninh có diện tích 23,66 km², dân số năm 2019 là 7.925 người, mật độ dân số đạt 335 người/km².

## Hành chính
Xã Lộc Ninh được chia thành 15 ấp: 1, 2, 3, 4, B2, B4, Lộc Hiệp, Lộc Tân, Lộc Trung, Lộc Thuận, Phước Bình, Phước Lộc, Phước Lộc A, Phước Lộc B, Phước Nghĩa.